# Lavantsee
Lavantsee är en sjö i Österrike.   Den ligger i förbundslandet Steiermark, i den östra delen av landet, 190 km sydväst om huvudstaden Wien. Lavantsee ligger 2 091 meter över havet.
I omgivningarna runt Lavantsee växer i huvudsak blandskog. Runt Lavantsee är det ganska glesbefolkat, med 38 invånare per kvadratkilometer.